# 众位弟兄
众位弟兄（義大利語：Fratelli tutti）是罗马主教 方濟各的第三封通谕，副标题为“关于博爱与社会友谊”。方濟各在文件中指出，COVID-19大流行已证明世界在这场危机中未能共同努力。通谕呼吁更多的人类友爱和团结，并恳求拒绝战争。
该文件于2020年10月3日签署，当日方濟各访问了 ,亞西西的聖方濟各聖殿，并于次日（亞西西的方濟各慶日）正式发布。
通谕标题取自亚西西的方济各劝诫，方濟各在2020年5月14日在梵蒂冈城圣玛尔大之家主持弥撒时曾说道：
圣亚西西的方济各曾经说过：所有的兄弟和姐妹（All brothers and sisters）。因此，每一个进行宗教忏悔的男男女女今天团结在一起祈祷和忏悔，祈求从这一流行病中得到治愈的恩典。
在发布之前，该标题遭到了耶稣会修士托馬斯·J·里斯的批评，他认为此标题对女性具有歧视性，因为其字面意思为“全部兄弟”。不过这个短语在意大利语中默认包含全人类的含义。天主教妇女理事会在给教宗的“表达关注”的公开信中指出，称呼给人的印象是只针对男性，这在一个目前还不承认女性祭司的教会中造成了挫败感。美国作家菲利斯·扎加诺也批评道“危险太多了，太多的女性被侮辱，生命处于危险之中。